# Gunnar Gabrielsson
Gunnar Emil Gabrielsson (* 18. Juni 1891 in Sölvesborg; † 29. März 1981 in Karlskrona) war ein schwedischer Sportschütze.

## Erfolge
Gunnar Gabrielsson nahm an den Olympischen Spielen 1920 in Antwerpen in zwei Disziplinen teil. Mit der Freien Pistole erreichte er mit 460 Punkten im Einzel keine vordere Platzierung. Erfolgreicher verlief die Mannschaftskonkurrenz, in der er gemeinsam mit Sigvard Hultcrantz, Anders Andersson, Anders Johnsson und Casimir Reuterskiöld insgesamt 2289 Punkte erzielte. Damit gewann die schwedische Mannschaft hinter der US-amerikanischen und vor der brasilianischen Mannschaft die Silbermedaille.
Gabrielsson war Major im Karlskrona grenadjärregemente, einem Infanterieregiment der schwedischen Armee.